# Esha Ness

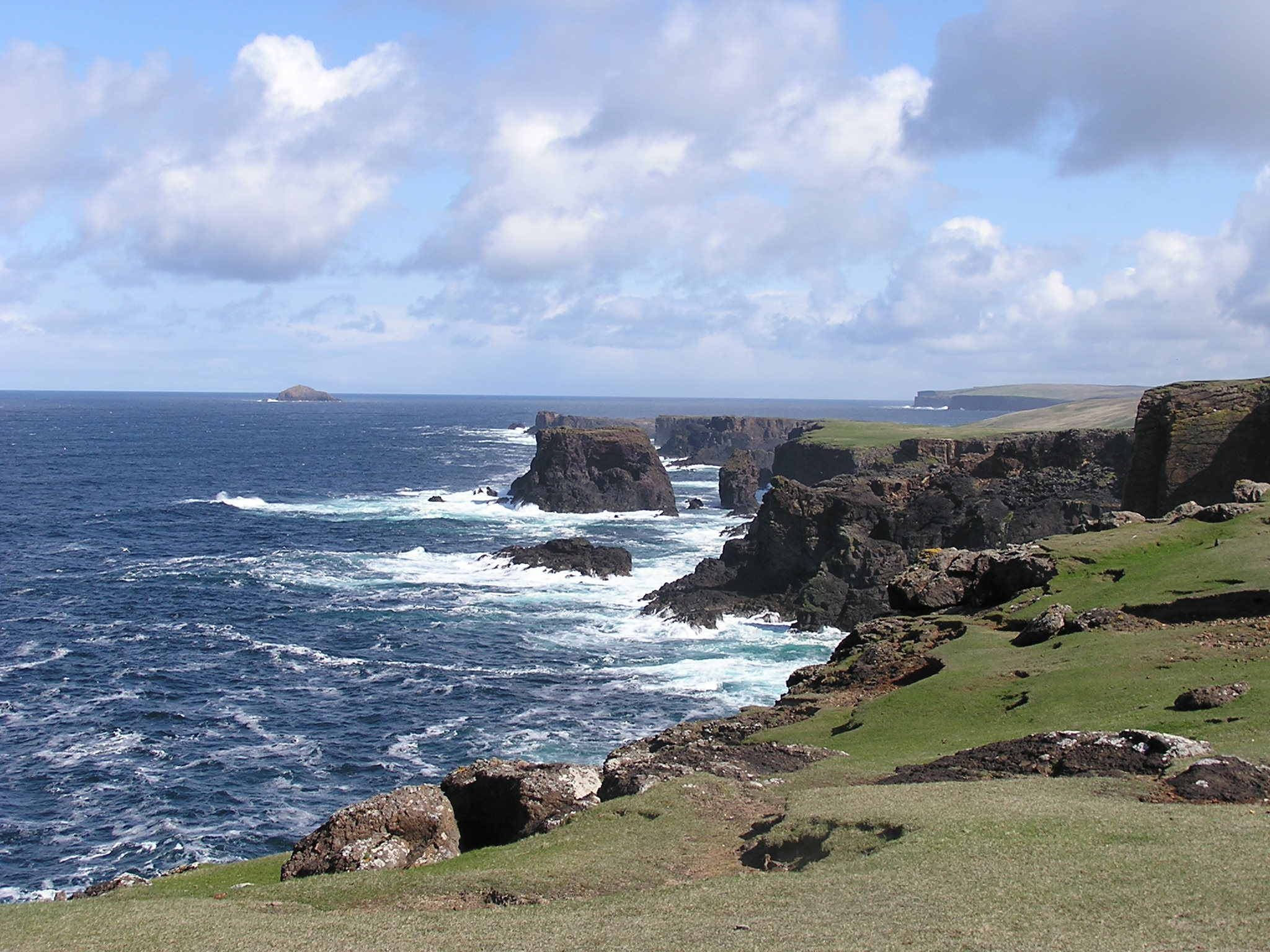
Klippen am Esha Ness von Süden

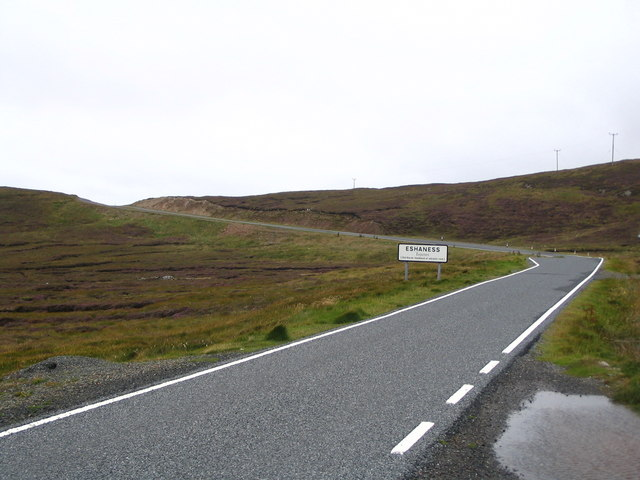
Straße nach Esha Ness

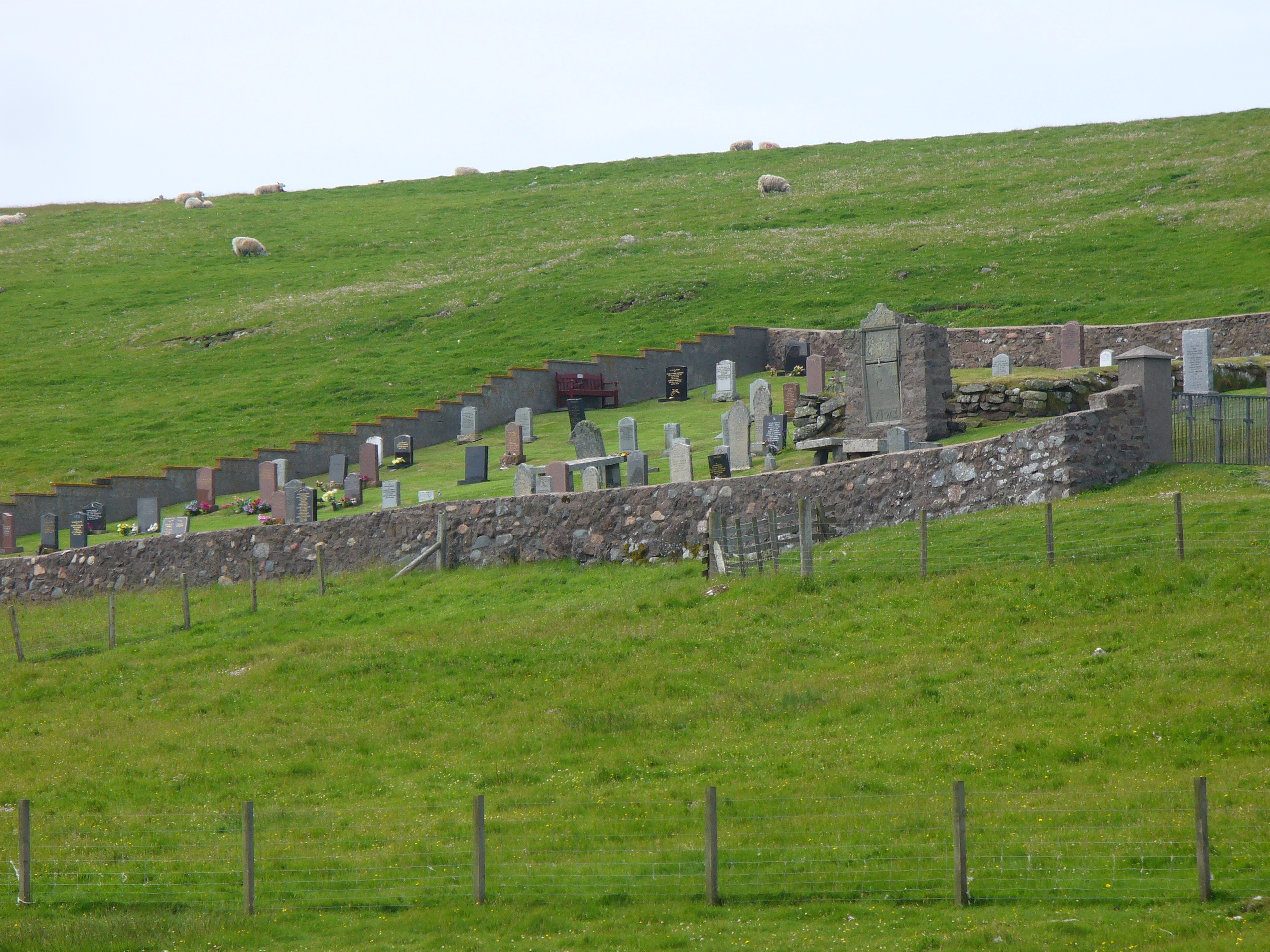
Alter Friedhof auf Esha Ness

Esha Ness ist eine kleine Halbinsel, die im Nordwesten der zu Schottland zählenden Shetlands liegt.

## Geographie
Esha Ness liegt im äußersten Westen von Northmavine, das, über den schmalen Mavis Grind, mit Mainland verbunden ist. Es wird auf allen Seiten vom Nordatlantik umgeben und weist eine stark zerklüftete Küste auf. Hierzu gehören die Landspitzen Head of Stanshi und Grind o’ da Navir im Norden sowie die kleinen Inseln Skerry of Eshaness, Dore Holm und Isle of Stenness im Süden. Abgesehen von kleinen Siedlungen von Croftern ist das Innere nicht bewohnt. Hier gibt es die Seen Loch of Breckon, Loch of Framgord und West Loch.

## Historisches
Im Rahmen der historischen Gliederung Schottlands in Civil Parishes hatte Esha Ness zu Northmaven gezählt. Der Leuchtturm am Esha Ness ist 1997 als Listed Building der Kategorie B eingestuft worden.

## Verkehr
Verkehrstechnisch zu erreichen ist Esha Ness über die B9078, die von Hillswick nach Westen führt.